# Jolán Maurer-Berta
Jolán Maurer-Berta (* 1941 in Ungarn) ist eine Geigerin und Violinpädagogin. Sie ist Privatdozentin und lebt in Österreich.

## Leben
Nach ihrem Diplom an der Franz-Liszt-Musikakademie in Budapest war Jolán Maurer-Berta als Solistin in mehreren Ländern tätig. Einem Vertrag an der Komischen Oper Berlin folgte eine Position als stv. Erste Konzertmeisterin an der Staatsoper Unter den Linden und danach als Erste Konzertmeisterin am Rundfunk-Sinfonieorchester Berlin.
Sie gründete und leitete das Aulin Streichquartett und das Brandenburgische Kammerorchester Berlin, war Dozentin u. a. an der Hochschule für Musik „Hanns Eisler“ Berlin und an der Hochschule für Musik Würzburg. Von 1991 bis 1996 unterrichtete sie als Gastprofessorin eine Meisterklasse an der Tōkyō Geijutsu Daigaku und gründete das Kobe Chamber Orchestra Japan.

## Werke
- Das perfekte Geigenspiel. Beschreibung und Korrektur der häufigsten Fehler in der Violintechnik. Noetzel, Wilhelmshaven 2011, ISBN 978-3-7959-0931-4 (Musikpädagogische Bibliothek, Bd. 50)
- mit Sevan Boyaciyan: "Werke für Violine und Gitarre", Arte Nova (Sony BMG) 1997
- Alfred Schnittke: Suite im alten Stiel Bearbeitung für Streichorchester Sikorski-Verlag